# Поссенти, Франческо
Франческо Поссенти (итал.  Francesco Possenti), в монашестве Гавриил Скорбящей Богоматери (итал. Gabriele dell'Addolorata; 1 марта 1838, Ассизи — 27 февраля 1862, Изола-дель-Гран-Сассо-д'Италия, Абруцци) — святой Римско-католической церкви, монах конгрегации пассионистов (СР), сопокровитель Абруццо и покровитель молодёжи. Мощи святого покоятся в санктуарии в Изола-дель-Гран-Сассо, в Италии.

## Биография
Франческо Поссенти родился 1 марта 1838 года в Ассизи, в Папской области. Он был одиннадцатым ребёнком из тринадцати детей в семье Санте Поссенти и Аньезе, урождённой Фришотти. Его отец был главой города Ассизи в Умбрии, входившей в то время в состав Папской области, при Папах Григории XVI и Пие IX.
Когда Франческо было четыре года, умерла его мать. Вслед за отцом, получавшим назначение в разные города Папской области, семья часто переезжала, пока не поселилась в Сполето. За это время в ней умерли ещё три ребёнка. В Сполето Франческо учился в школах ласаллетцев и иезуитов. Он был активным подростком с приятной внешностью, нравился девушкам, и даже получил прозвище «дамский угодник». Дважды, заболев, Франческо давал обет в случае своего выздоровления посвятить свою жизнь Богу и принять монашество, но дважды не держал слова.
Во время крёстного хода с чудотворной иконой Богоматери из собора в Сполето, 22 августа 1856 года, Франческо, взглянув на образ Пресвятой Девы Марии, услышал внутренний голос, призвавший его стать монахом. Преодолев сопротивление со стороны отца, он вступил в Конгрегацию Страстей Иисуса Христа и принял монашество с именем Габриэле делль Аддолората, или Гавриила Скорбящей Богоматери.
При постриге молодой послушник принёс клятву служить распространению почитания Распятого Христа и Пресвятой Девы Марии. В дневнике и письмах он описывает способы достижения совершенства согласно уставу пассионистов, через единство со страдающим Христом и скорбящей Богоматерью.

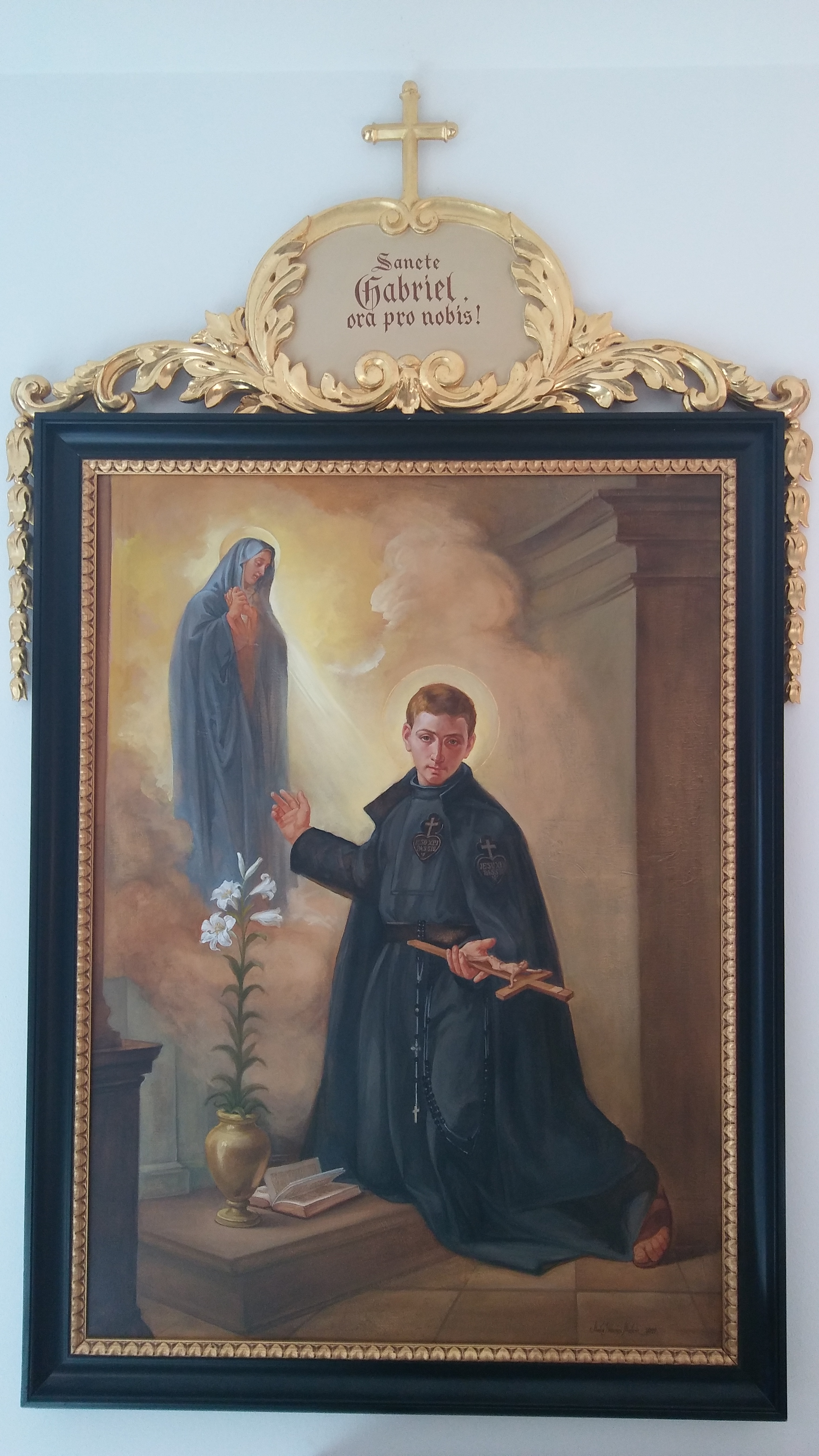
Святой Гавриил Скорбящей Богородицы (картина в приходском зале Fiè allo Sciliar)

Шесть лет длился монашеский подвиг Габриэле делль Аддолората. Последние два года, больной туберкулёзом костей, он провёл в монашеской общине в Изола-дель-Гран-Сассо, в Абруццо. Его просьба о рукоположении в священники не была удовлетворена из-за ухудшившегося состояния здоровья и по политическим причинам (включение Абруццо, вместе с королевством Обеих Сицилий, в состав королевства Италия).
Габриэле делль Аддолората скончался 27 февраля 1862 года, в возрасте 24 лет, прижимая к груди образ Скорбящей Богоматери, в монастыре пассионистов в Изола-дель-Гран-Сассо, где и был похоронен.

## Почитание
31 мая 1908 года Папа Пий X причислил Габриэле делль Аддолората к лику блаженных, а 13 мая 1920 года Папа Бенедикт XV — канонизировал подвижника. Папа Пий XI объявил его покровителем католической молодежи. В 1959 году Папа Иоанн XXIII провозгласил святого одним из покровителей Абруццо, региона, в котором он провёл последние годы своей жизни.
Каждый год паломники приезжают в санктуарий Святого Гавриила Скорбящей Богоматери в Изола-дель-Гран-Сассо, где в монастыре пассионистов находится его гробница. Его почитание особенно распространено в Абруццо, центральной Италии, прежде всего среди молодых католиков и студентов, а также среди итальянцев-эмигрантов в США, странах Центральной Америки, Канаде и Австралии. Память святого торжественно отмечается собратьями-пассионистами в Конгрегации Страстей Иисуса Христа. Он известен как чудотворец. Святая Джемма Гальгани утверждала, что благодаря заступничеству Святого Гавриила Скорбящей Богоматери она была исцелена от тяжелой болезни.
Литургическая память ему во всей Римско-католической церкви отмечается 27 февраля.